# Валериан (Рудич)
Епископ Валериан (в миру Василий Несторович Рудич;12 [24] апреля 1889, Мизяковские Хутора, Подольская губерния — 27 февраля 1938, Ижемский район, Коми АССР) — епископ Русской православной церкви, епископ Кирилловский, викарий Новгородской епархии.

## Биография
Василий Рудич родился 12 (24) апреля 1889 года в селе Мизяковские Хутора Стрижавской волости Винницкого уезда Подольской губернии, ныне Винницкого района Винницкой области Украины. По одним источникам, родителями его были крестьяне; по другим источникам — родился он в семье фельдшера. старший брат Каллиник служил священником в городе Брацлаве Подольской губернии. Младший брат Виктор Рудич и сёстры Евгения Шатковская и Елена Червенчук проживали в Украинской ССР, с ними епископ не поддерживал связи.
Окончил Тывровское духовное училище. В 1910 году с отличием окончил Подольскую духовную семинарию. В 1914—1916 годах учился в Московской духовной академии (МДА), которую окончил со степенью кандидата богословия.
С 1 марта 1917 года являлся профессорским стипендиатом МДА, впоследствии удостоен степени магистра богословия, до весны 1918 года являлся доцентом МДА. Зимой 1917 года пострижен в монашество с именем Валериан, 1 марта 1917 года рукоположён во иеромонаха.
Был участником Съезда учёного монашества, проходившего 7—14 июля 1917 года в МДА.
С 15 августа 1918 года служил в Рашкове, в мае того же года назначен настоятелем Троицкого монастыря в Каменце-Подольском, возведён в сан архимандрита. Шесть раз был кратковременно арестован петлюровцами и представителями советской власти.
25 мая (7 июня) 1921 года хиротонисан во епископа Проскуровского, викария Подольской епархии. Архиерею приходилось жить как в Проскурове, так и в Каменце-Подольском, в Троицком монастыре Каменца-Подольского. В 1920 году подвергся аресту. В конце июня 1922 года арестован в Проскурове, обвинён в контрреволюционной деятельности. Выслан с Украины. С 9 августа 1923 года жил в московском Даниловом монастыре.
16 сентября 1923 года назначен епископом Ржевским, викарием Тверской епархии. К месту назначения выехать не смог.
16 октября 1923 года патриарх Тихон распорядился «командировать временно в г. Смоленск Преосвященного Валериана, епископа
Проскуровского» в связи с тем, что епархия осталась без епископского попечения. Активно противодействовал обновленческому расколу в епархии. 4 марта 1924 года утверждён епископом Смоленским.
В начале 1924 года проживал в Харькове, откуда был выслан в Москву без права выезда. 16 апреля 1924 года был арестован в Москве, заключён в Бутырскую тюрьму, 27 апреля освобождён. В Москве до 11 декабря 1924 года служил в Даниловом монастыре.
11 декабря 1924 года был вновь арестован по подозрению в «антисоветской контрреволюционной деятельности», заключавшейся в составлении списков архиереев РПЦ (канонических и неканонических), подвергавшихся преследованиям со стороны советской власти. После ареста было предъявлено обвинение: «распространение ложных слухов и сведений по адресу советской власти, что им производилось как среди монашества Данилова монастыря, так и среди лиц, имевших к нему какое-либо отношение». На следствии подтвердил, что собирал сведения о российском епископате.
До 19 июня 1925 года находился в Бутырской тюрьме под следствием. 19 июня 1925 года приговорён Особым совещанием при Коллегии ОГПУ по статье 73 Уголовного кодекса РСФСР к трём годам ссылки в Среднюю Азию. Выслан в Кара-Калпакскую автономную область, в город Турткуль, затем в город Ходжейли, где находился с ноября 1926 по 28 марта 1928 года. 5 октября 1927 года участвовал в собрании шести ссыльных епископов в городе Ходжейли, на котором было решено принять Декларацию 1927 года митрополита Сергия (Страгородского) и приветствовать легализацию органов церковного управления. После окончания ссылки 28 марта 1928 года выбыл в Москву.
С 28 апреля (11 мая) 1928 года — епископ Рославльский, викарий Смоленской епархии.
С 11 (24) мая 1928 года — епископ Шадринский, викарий Пермской епархии. В 1928 году временно управлял Свердловской епархией. Служил в Крестовоздвиженской церкви Свердловска до её закрытия в феврале 1930 года.
С 30 апреля (13 мая) 1930 по 6 ноября 1930 года — епископ Ржевский.
С 29 октября (11 ноября) 1930 года — епископ Бакинский. К месту назначения выехать не смог.
В 1931 году назначен временно управляющим Свердловской епархией, однако к месту назначения выехать не смог.
С 16 (29) сентября 1931 года до 1934 года — епископ Кирилловский, викарий Новгородской епархии. Жил в городе Тихвине Ленинградской области. В 1932—1934 годы временно управлял Череповецкой епархией. В 1933 году подвергся кратковременному аресту по подозрению «в участии в контрреволюционной организации».
1 января 1934 года арестован у себя на квартире в Тихвине по делу «евлогиевцев». При аресте у владыки были изъяты: «иконка с цепочкой» (панагия), «крест с цепочкой и иконкой», чётки, пояс верёвочный, деревянный крест и молитвенник. Акт медицинского обследования сообщает, что арестованный перенёс сыпной тиф.
Из показаний владыки выяснилось, что в своём кафедральном городе владыка не бывал, в Тихвин прибыл из Ленинграда в октябре 1933 года, ни один из 17 районов, относящихся к его епархии, не посещал, да и не смог бы посетить, так как арестован был уже через 2 месяца 31 декабря 1933 года. Выезжал дважды в Ленинград: 2—3 октября ездил за личными вещами, 6 декабря служил в Александро-Невской лавре.
Владыка Валериан был помещён в тюрьму города Тихвина 1 января 1934 года. Первый допрос владыки был сделан в Тихвинском районном отделении ОГПУ. Владыка сообщил, что в самом Тихвине он служил ежедневно. Из показаний епископа Валериана: «Кроме городских тихвинских священников, никого из таковых не знаю… С заграницей никогда связей не имел и не имею. Кроме русского, владею французским языком, знал немецкий и частично английский язык». Через несколько дней владыка был переведён в Ленинград, помещён в Ленинградский дом предварительного заключения с зачислением за 3-м отделением секретно-политического отделения полномочного представительства ОГПУ (СПО ПП ОГПУ). Следующий протокол помечен 13 января 1934 года. Он составлялся более целенаправленно, с упором на «контрреволюционные» связи, организацию «ячеек», «повстанческое движение», подготовку иностранной интервенции, диверсионные акты и прочее. Трудно определить, что на самом деле говорил владыка, но протоколы он подписал и виновным себя признал.
К делу «евлогиевцев» были привлечены 175 человек. В их числе профессура Ленинградской духовной академии: Иван Соколов, Иван Карабинов. Кроме того, епископ Сергий (Зенкевич), две его сестры, обе больные туберкулёзом, монахини Анна и Ольга, их племянница и воспитанница Любовь Вознесенская. 3 марта (25 февраля ?) 1934 года тройка при ПП ОГПУ по Ленинградскому военному округу приговорила епископа Валериана по статье ст. 58-10, 58-11 Уголовного кодекса РСФСР к восьми годам ИТЛ. Раздел III резолютивной части тома называется «Структура ленинградской организации Евлогиевцев». В нём подраздел «Единый руководящий центр» (всего пять человек) начинается именем епископа Валериана (Рудича).
Заключение отбывал в Ухтинском лагере (Ухтинско-Печорский ИТЛ, Ухтпечлаг), находившемся в Северном крае, а после его упразднения 5 декабря 1936 года в Коми АССР.
В 1937 году, находясь уже в ссылке (место ссылки неизвестно), был вновь арестован.
Тройка при УНКВД СССР по Архангельской области 27 декабря 1937 году по обвинению в «контрреволюционной агитации» приговорила отца Валериана к расстрелу. Приговор приведён в исполнение 27 февраля 1938 года в особорежимном лагпункте Новая Ухтарка Усть-Ухтинского сельсовета Ижемского района Коми АССР (ныне захоронение находится на административной территории посёлка Борового городского округа Ухта Республики Коми), похоронен на месте казни.
Реабилитирован Прокуратурой Московской области 31 августа 1993 года по приговору 1925 года репрессий.
В 2003 году комиссия по канонизации святых Украинской православной церкви посчитала возможным общецерковное прославление мученика XX столетия епископа Валериана (Рудича).

## Память
Памятный крест жертвам расстрелов на реке Ухтарка, административная территория посёлок городского типа Боровой с подчиненной ему территорией городского округа Ухта Республики Коми.